# Ильинская улица (Нижний Новгород)
Ильи́нская у́лица — старинная улица в историческом центре Нижнего Новгорода. Начинается от Скобы и проходит до Красносельской улицы. В просторечии именуется Ильинкой.

## История

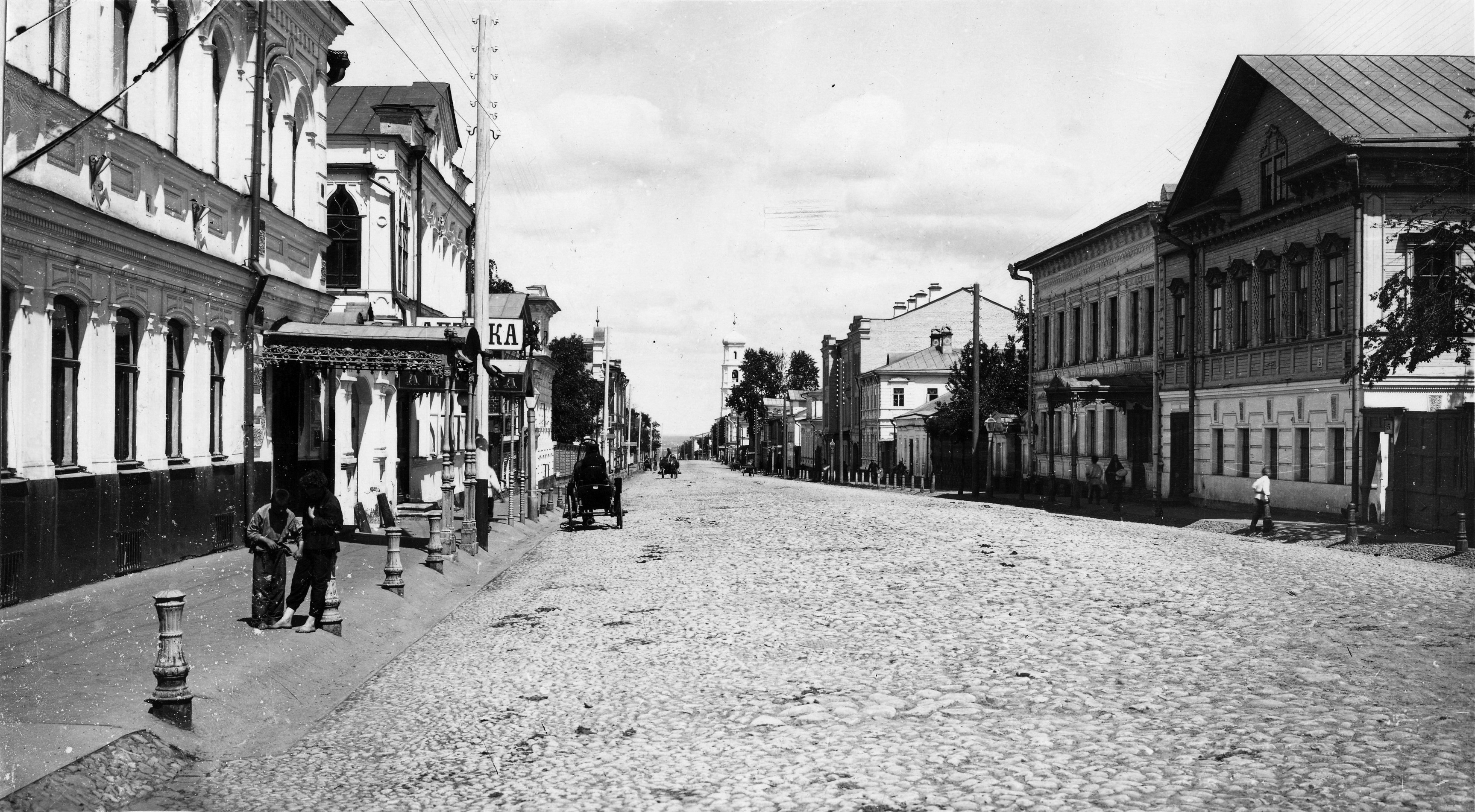
Ильинская улица. 1890-е годы

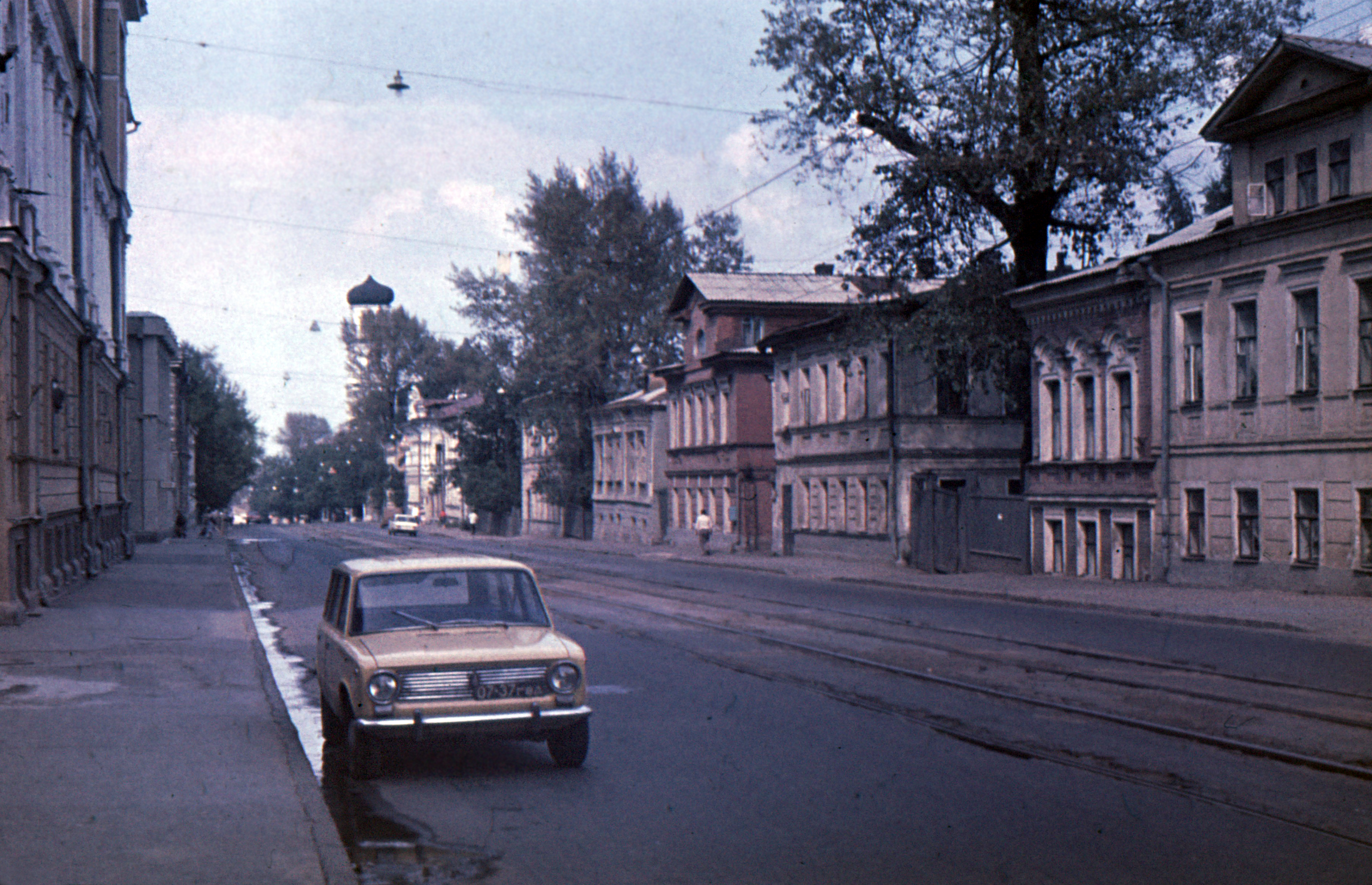
Краснофлотская улица, 1980-е годы

Названа в честь построенной в 1506 году деревянной церкви Святого Ильи Пророка. Улица поднимается в гору и идёт до того места, где ранее находилась городская застава (или решётка), обозначавшая конец городской черты. По улице проходила дорога на Владимир и Москву. Изначально заселялась купцами, ремесленниками и ямщиками. В 1830-е годы улица была вымощена булыжником.
22 августа 1839 года случился большой пожар, продолжавшийся почти девять часов, в результате чего часть деревянной застройки Ильинской улицы выгорела. Правительство выделило погорельцам ссуду, и с весны 1840 года на улице развернулась грандиозная стройка новых каменных зданий.
В целом, работы по строительству домов на месте пепелища завершились к осени 1840 года. К 1880-м годам улица была полностью застроена, превратившись в одну из самых дорогих и престижных в городе.
Ильинская улица начинается от того места, от которого и Почаинская, и сперва идёт на юго-запад, а потом повёртывает на юг и, у так называемой Ильинской решётки, где прежде был конец города и застава, или, по тогдашнему названию, решётка, соединяется с Большой Ямской. Большая часть Ильинки идёт в гору; на ней две церкви: Святого Пророка Илии и Вознесения Господня, первая невдалеке от церкви Казанской Божией Матери, на повороте улицы, с правой стороны, вторая — в середине протяжения Ильинки, влево. На этой же улице находится Мариинский институт благородных девиц и Первый детский приют. Большая часть строений Ильинки каменная; почти все дома принадлежат купечеству. Здесь мало живёт ремесленников и нет ни одного трактира, ни одной харчевни, словом, эта улица тихая и такая солидная, словно купчиха в гостях или на гулянье.Н. И. Храмцовский «История и описание Нижнего Новгорода»
Многие дома по Ильинской улице сохранились до наших дней, однако отреставрирована только часть застройки.
В 1918 году практически все частные дома на Ильинке были национализированы, и в них разместились всевозможные учреждения — прежде всего организации, обслуживавшие в то время Волжскую военную флотилию. До Октябрьской революции Ильинская улица, начинаясь (как и в нынешнее время) в районе церкви Казанской иконы Божьей Матери на Скобе у подножия кремля, заканчивалась пересечением с улицей Малой Покровской. В этом месте, начиная с перекрёстка с улицей Прядильной, её прямым продолжением служила Большая Ямская улица, выходившая в поле к Крестовоздвиженскому монастырю. Впоследствии в первые годы советской власти Ильинская и Большая Ямская улица были объединены в одну улицу. В 1924 году в честь речников, участвовавших в Гражданской войне, объединённая улица была переименована в Краснофлотскую.
Общая протяжённость улицы стала составлять 2382 метра. В конце XX века улица была переименована обратно в Ильинскую, причём такое название она получила целиком.

## Достопримечательности
На Ильинской улице сохранилась ценная историческая застройка XIX — начала XX веков. В государственном списке объектов культурного наследия на 2019 год значилось 32 памятника-здания, в стилистическом отношении доминирующее значение среди них имели дома в направлении самобытной провинциальной эклектики. Постройки в стиле классицизма, модерна и ретроспективизма представляли лишь единичные вкрапления в эклектическую застройку. Восстановлены разрушенные в советское время крупные архитектурные доминанты — церкви Ильи Пророка и Вознесения Господня.
Знаковыми для улицы являются ряд строений каменных домов первой половины XIX века, построенные по проектам известного нижегородского архитектора Г. И. Кизеветтера: № 23 (дом купца В. М. Арясова), № 25 (дом М. И. Редозубова), № 26 (дом Д. С. Кузнецова), № 41 (дом Обросимовых), № 50 (дом С. С. Долганова), № 61 (дом М. А. Полтанова), № 65 (дом А. Д. Рычина), № 68 (дом Н. И. Белильникова, уточнённое название — дом Н. П. Котельникова), № 79/20 (дом Е. С. Веренинова), № 96 (дом И. С. Веренинова), № 98 (дом Е. Г. Башкирова). В архитектурном плане они дают представление о переходном этапе от русского классицизма к русскому ампиру и ранней эклектике в архитектуре Нижнего Новгорода.

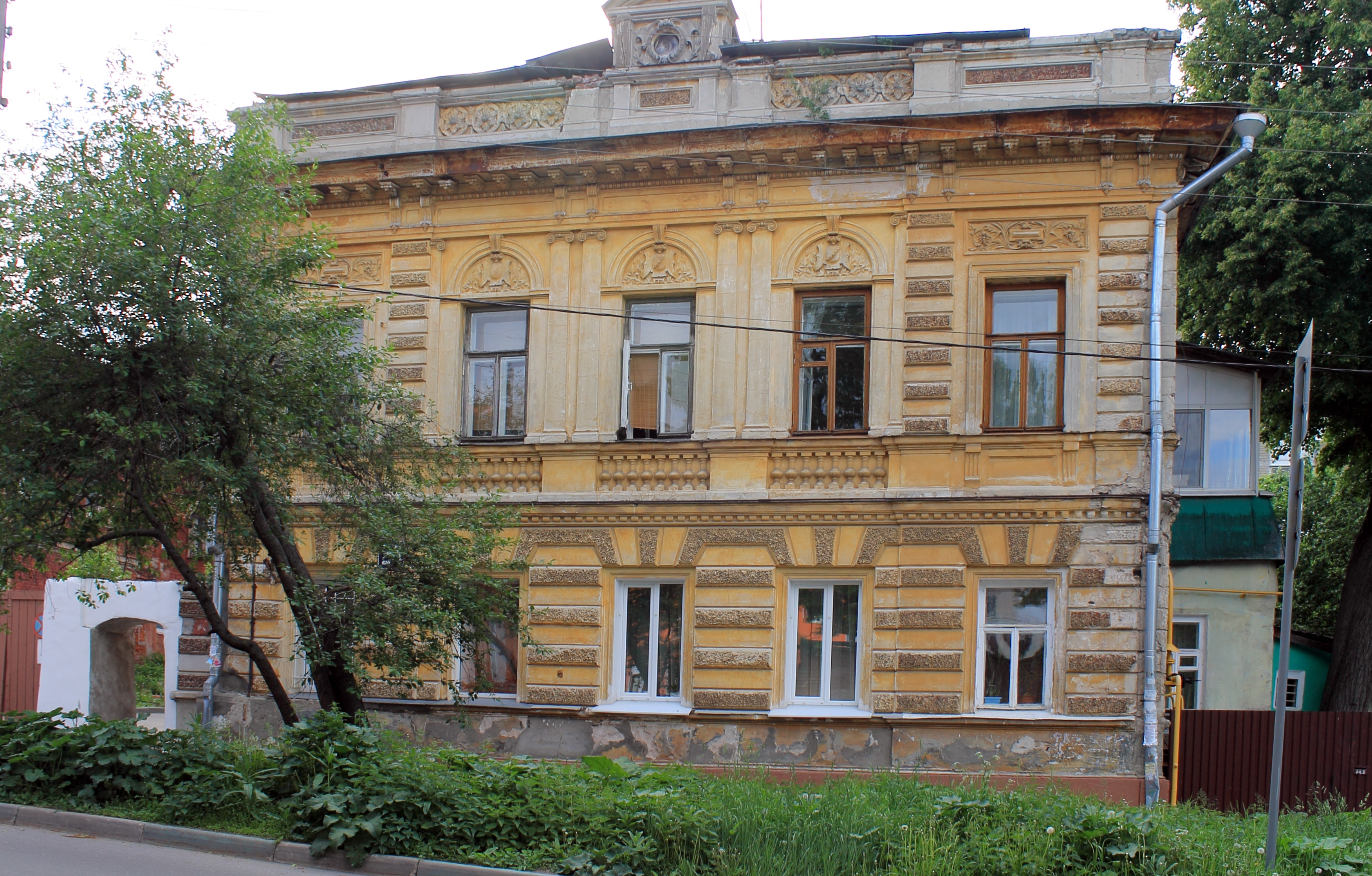
Дом купца В. М. Арясова
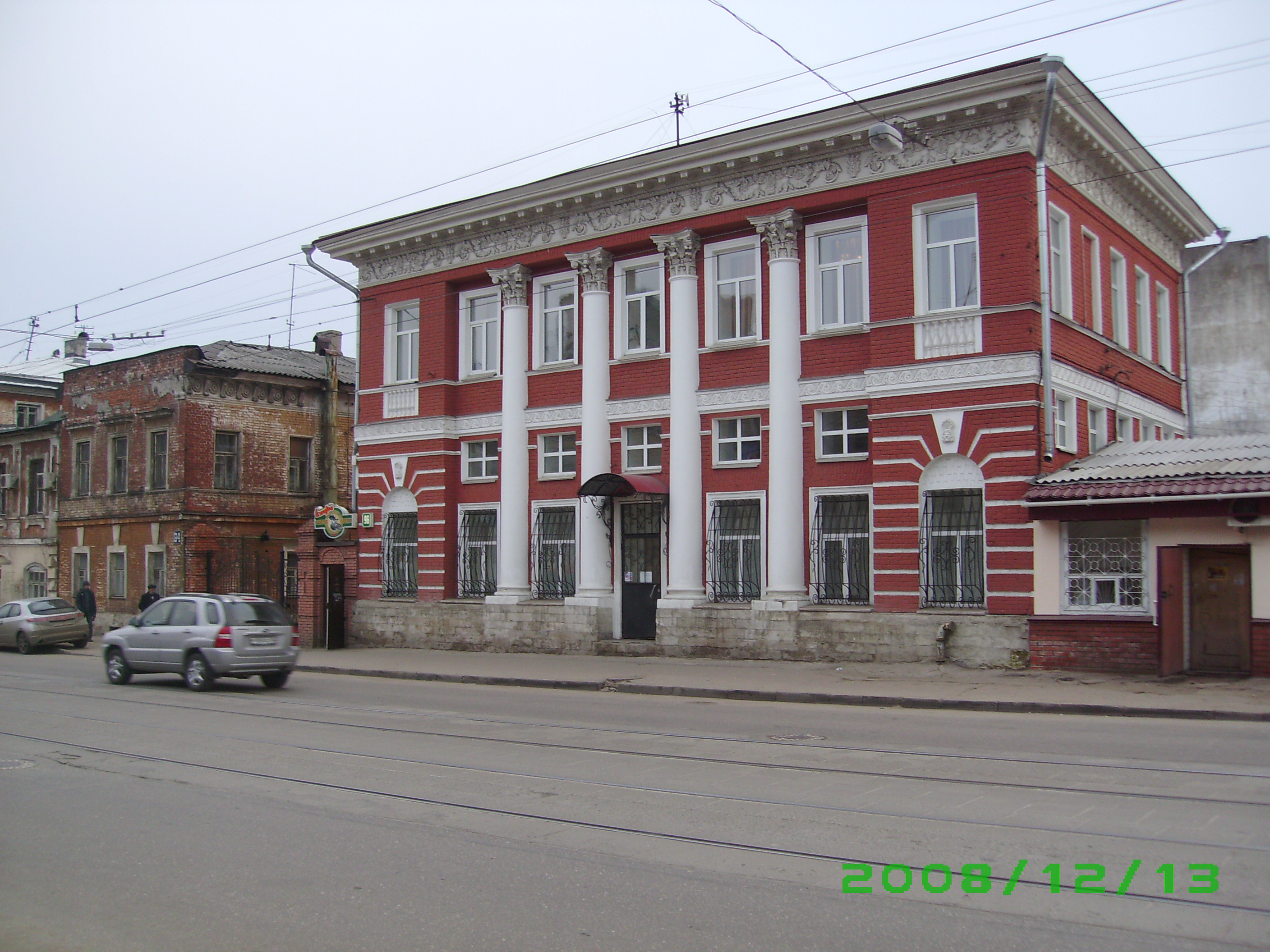
Дом Ермолаевых — П. Парфёнова (дом И. С. Веренинова)
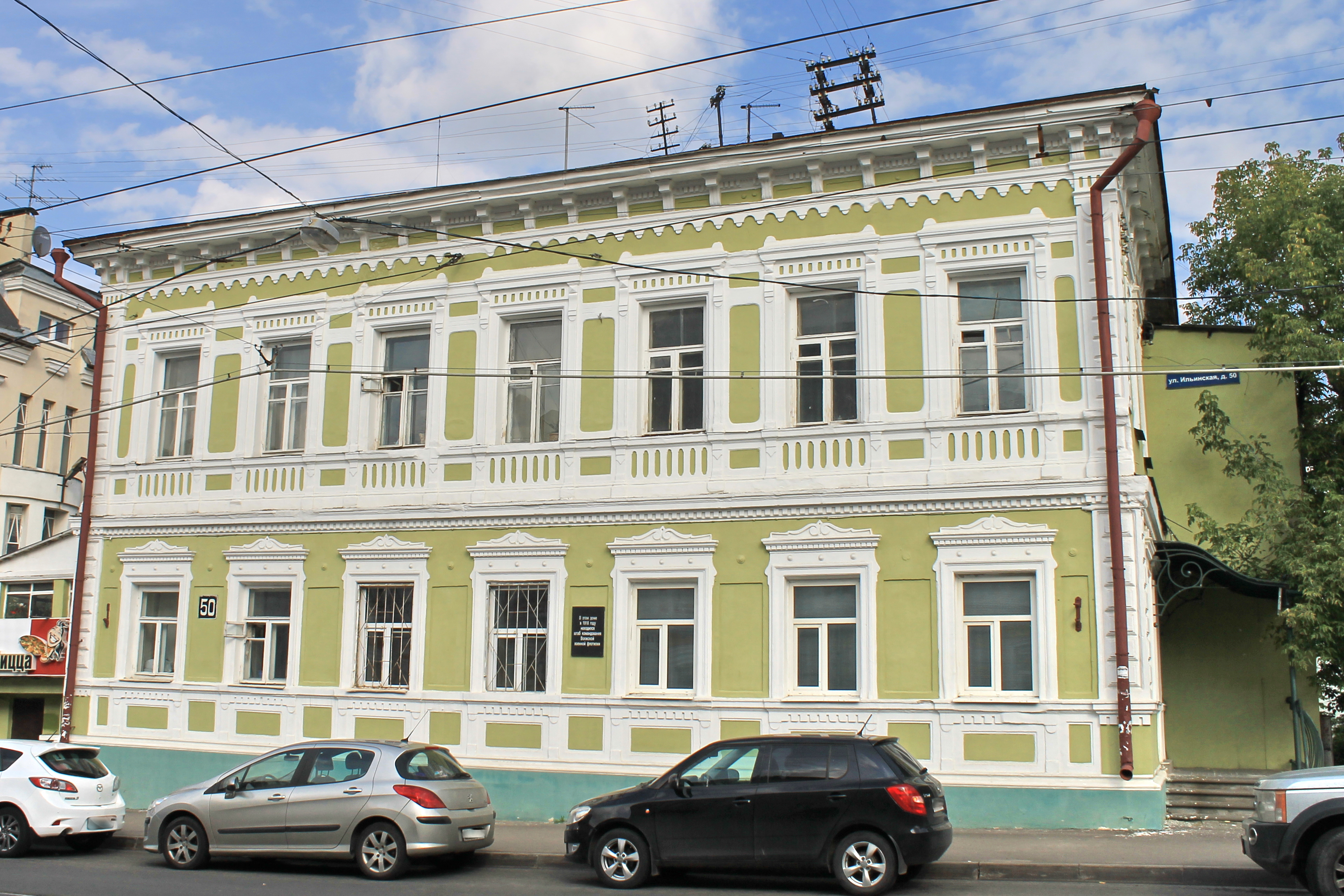
Дом С. С. Долганова
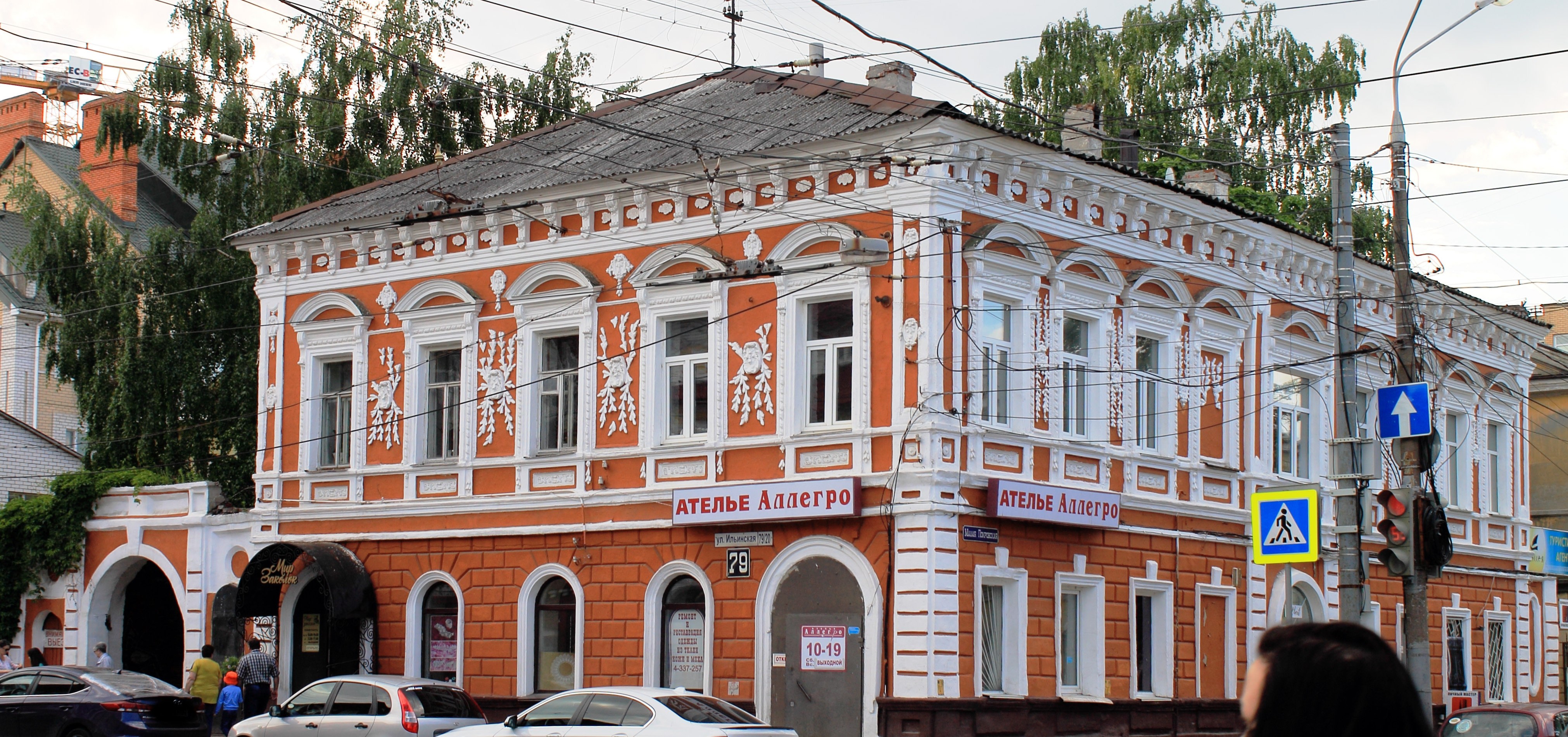
Дом Верениновых

Характерными чертами русского классицизма обладают: усадьба Беспаловых — Рябининой (№ 56), дом купца А. Д. Рычина (№ 65), дом купца И. С. Веренинова (№ 96).
К архитектуре зрелой и поздней эклектики с пышным убранством фасадов относятся: дом купца Я. И. Котельникова (№ 58), особняк купца Н. С. Чеснокова (№ 60), дом аптекаря П. Ф. Ремлера (№ 88), дом купца М. Я. Батаева (№ 87), дом купчихи М. И. Бочкарёвой с благотворительными учреждениями (№ 18), фасады особняка А. В. Маркова (№ 61), дом Л. Н. Степановой (№ 90/18), деревянный дом купцов Лошкарёвых (№ 49), церковь Вознесения Господня (№ 54).

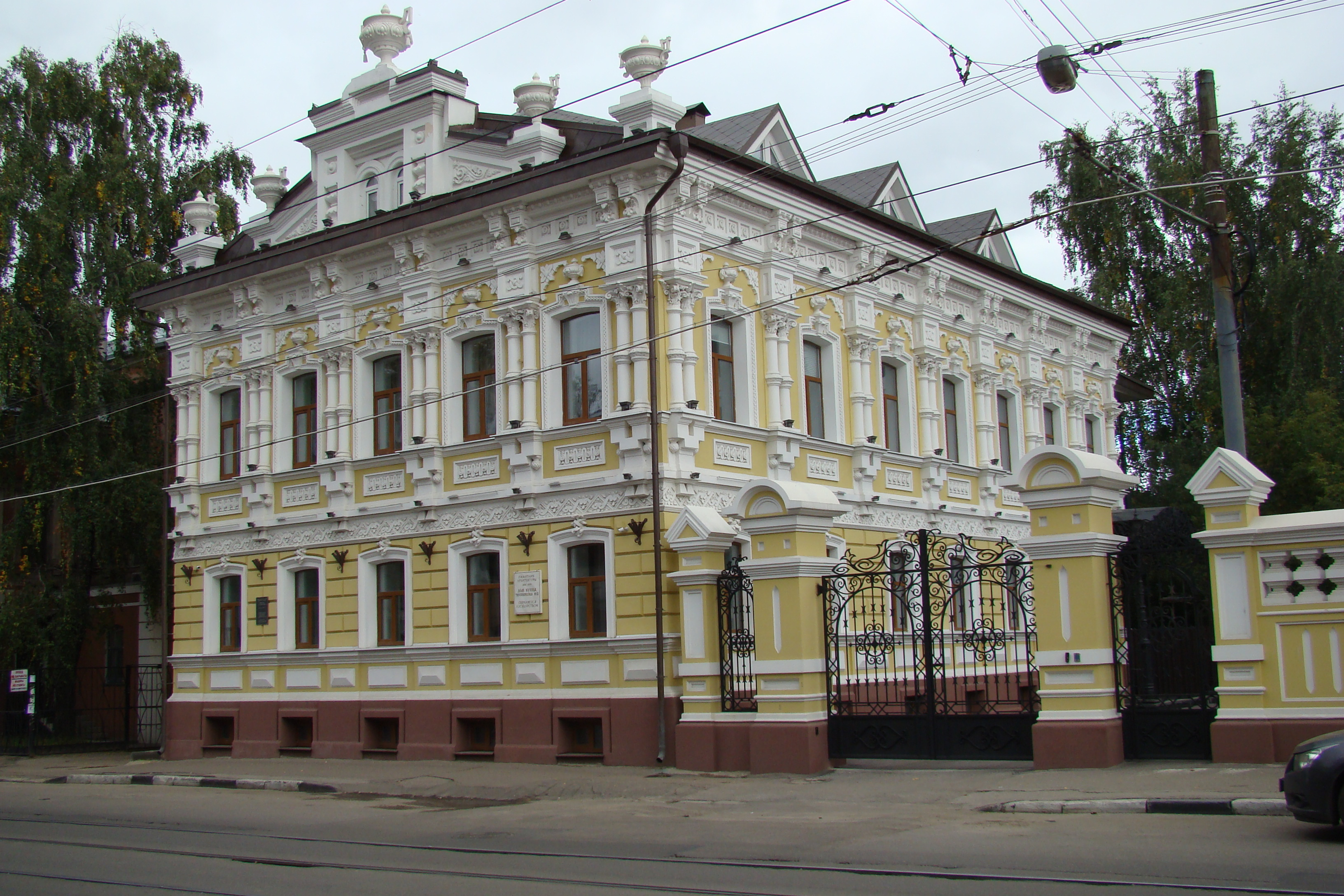
Особняк купца Н. С. Чеснокова
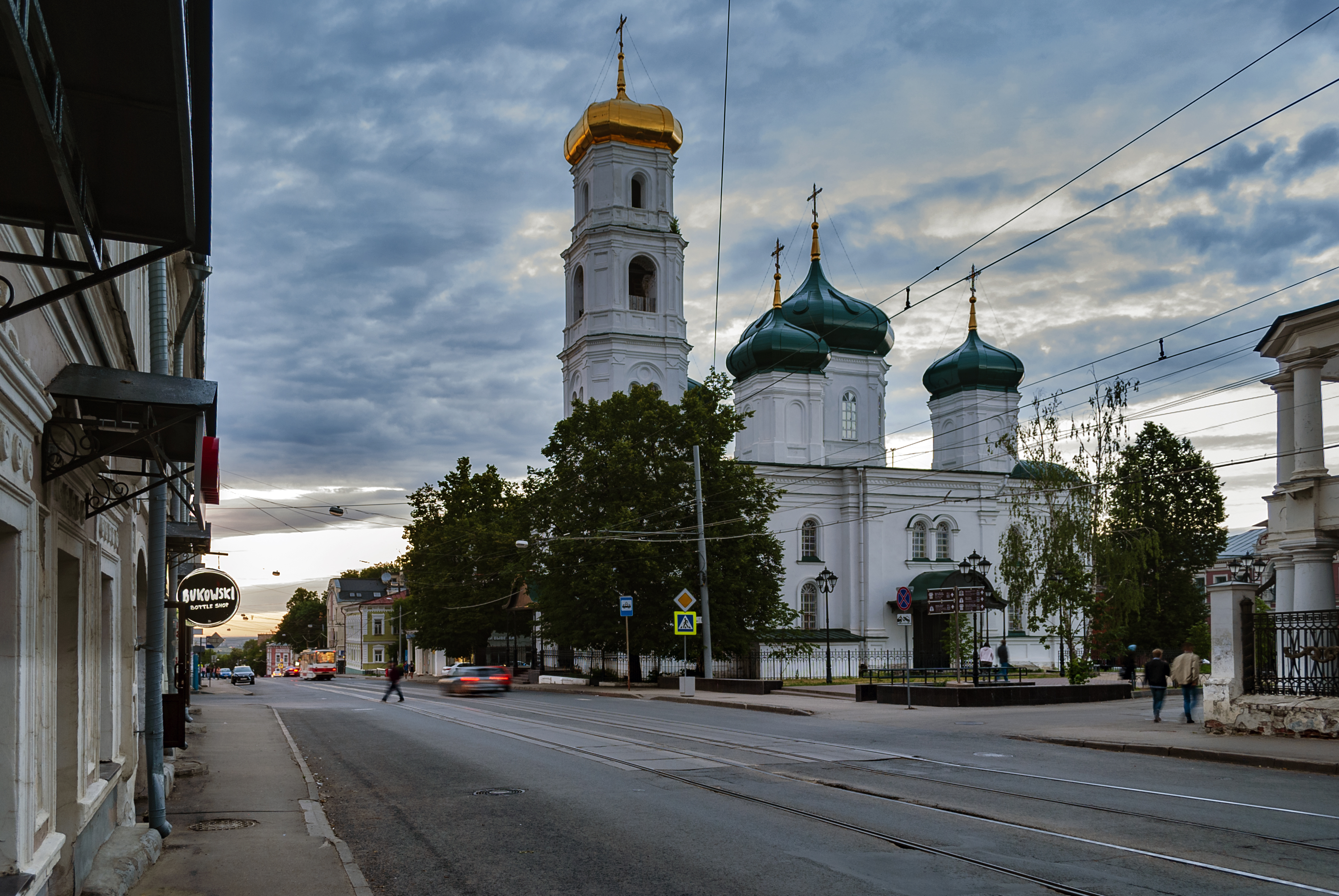
Вознесенская церковь
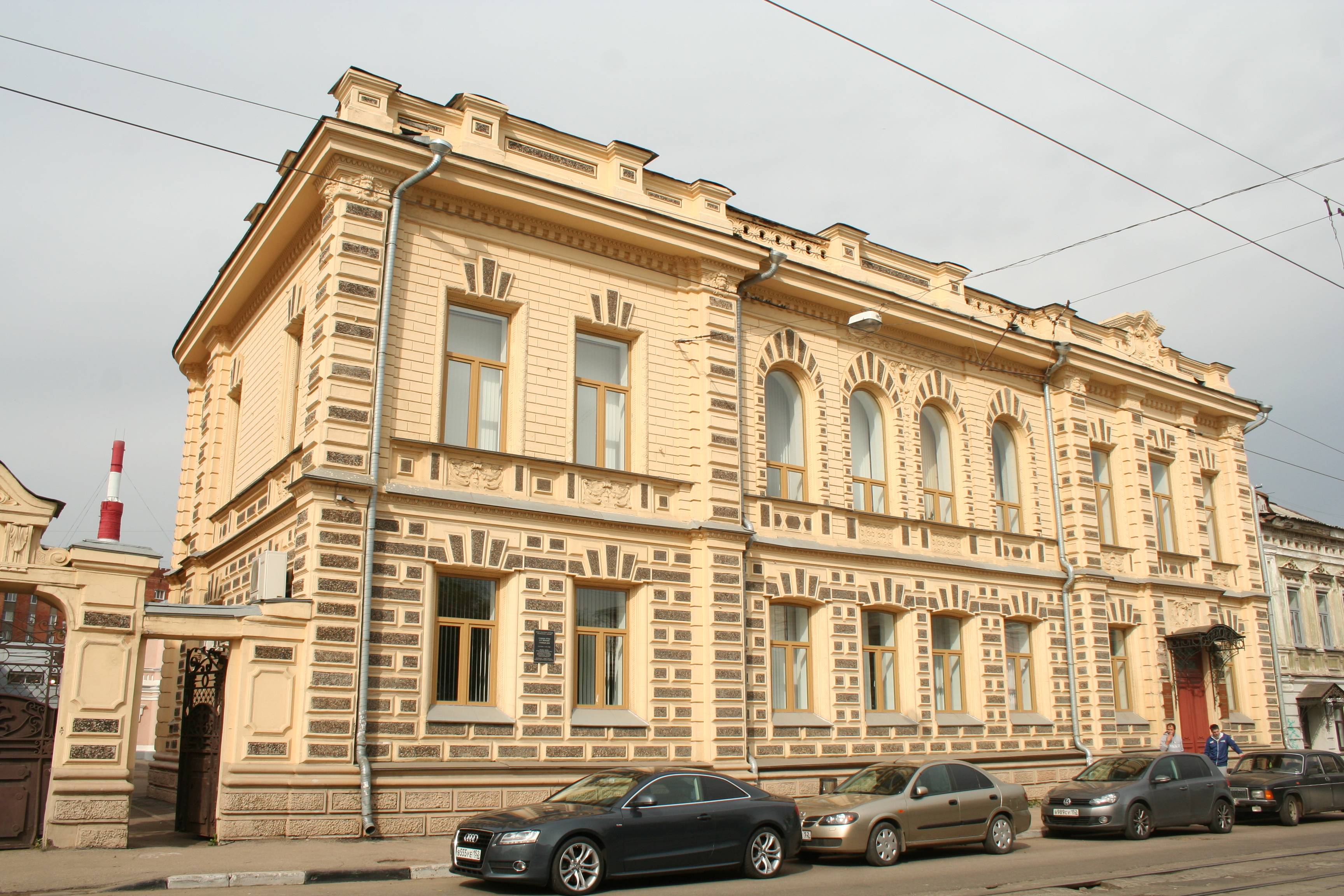
Усадьба купца А. В. Маркова
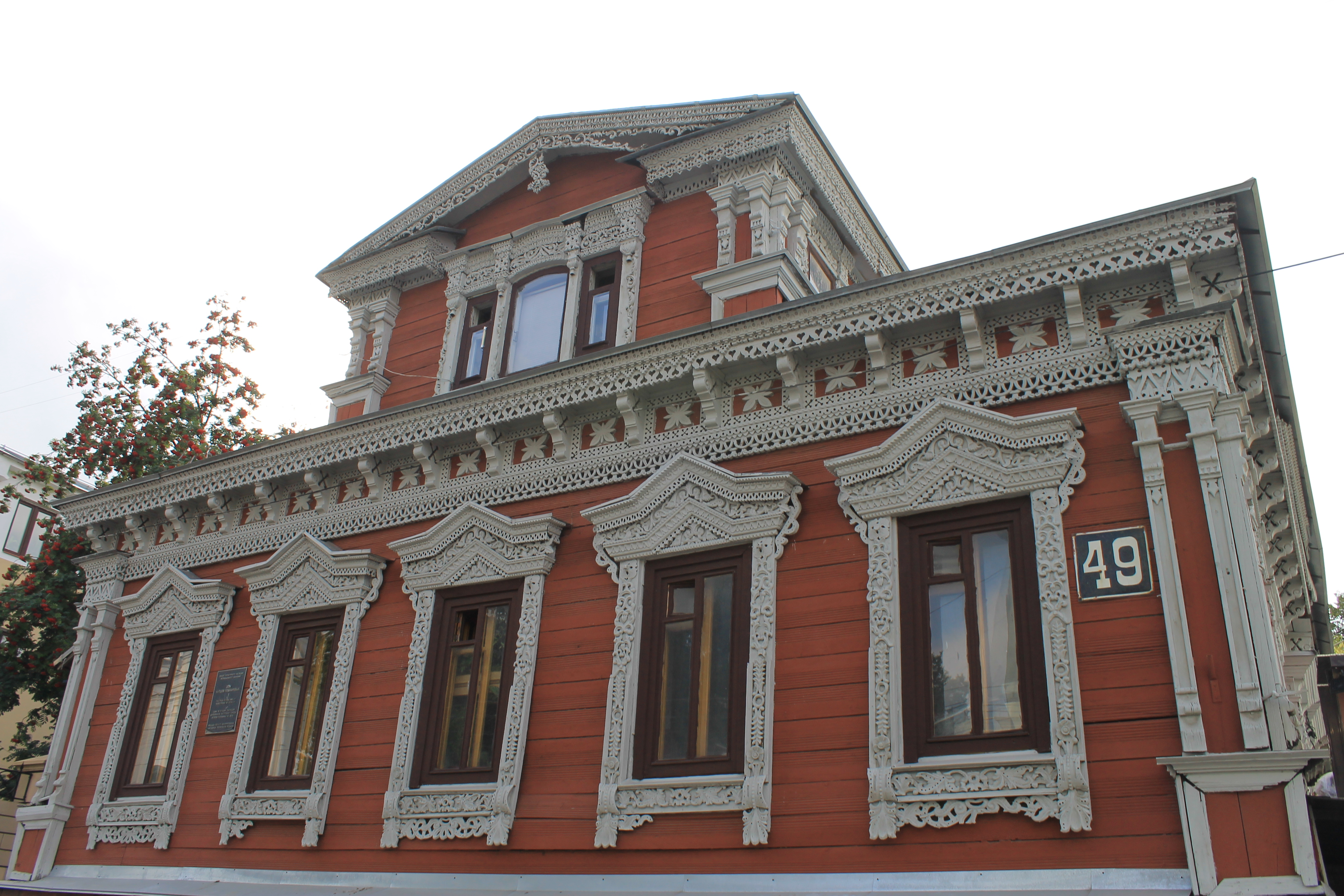
Дом наследников купца Лошкарёва

В стиле модерн на Ильинской улице были построены три здания: дом М. В. Окуловой (№ 21), дом Д. В. Сироткина (№ 46) и доходный дом М. Е. Карпова (№ 69). В особняке купца А. В. Маркова сохранились интерьеры в стиле раннего декоративного модерна с флоральными мотивами.
Советский авангард представлен лишь двумя зданиями. В стиле конструктивизма 1920-х годов построено одно здание — дом «Инженерный работник» (№ 57). В стиле постконструктивизма 1930-х годов выстроен Дом туриста (№ 52).
В период советского модернизма были возведены: второй корпус ННГАСУ и комплекс больницы водников (№ 14), а также радиусный секционный жилой дом (№ 13/2).
В период постмодернизма 1990-х в направлении контекстуализма построены корпус ННГАСУ (№ 63), комплекс жилого дома и гостиницы (№ 48), а также жилой дом (сегодня — образовательное коммерческое учреждение) на углу Ильинской и Сергиевской улиц.
На Ильинской улице сохранилось несколько старинных деревянных и каменно-деревянных домов XIX — начала XX веков: №№ 24, 44 (усадьба Копылова — Запольского), 49 (дом Лошкарёвых), 55 (дом Бурмистровых), 79а, 80, 83, 85, 86 (бывший дом П. А. Акифьева), 89, 93, 97, 99 (дом купца Каменева), 105, 107, 113, 115, 117, 121, 140, 144, 146 (библиотека им. Г. И. Успенского).

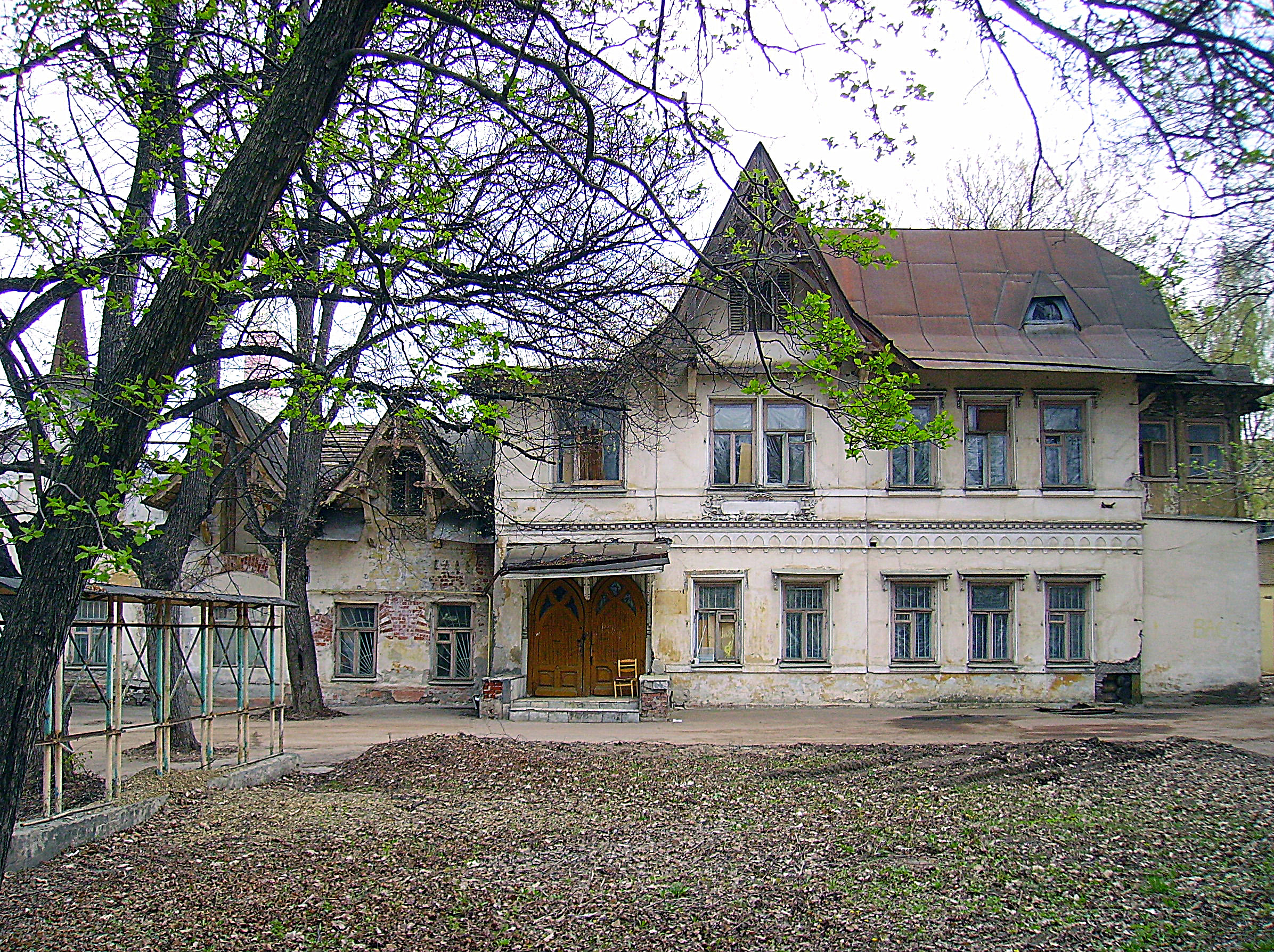
Усадьба Д. В. Сироткина, д. 46
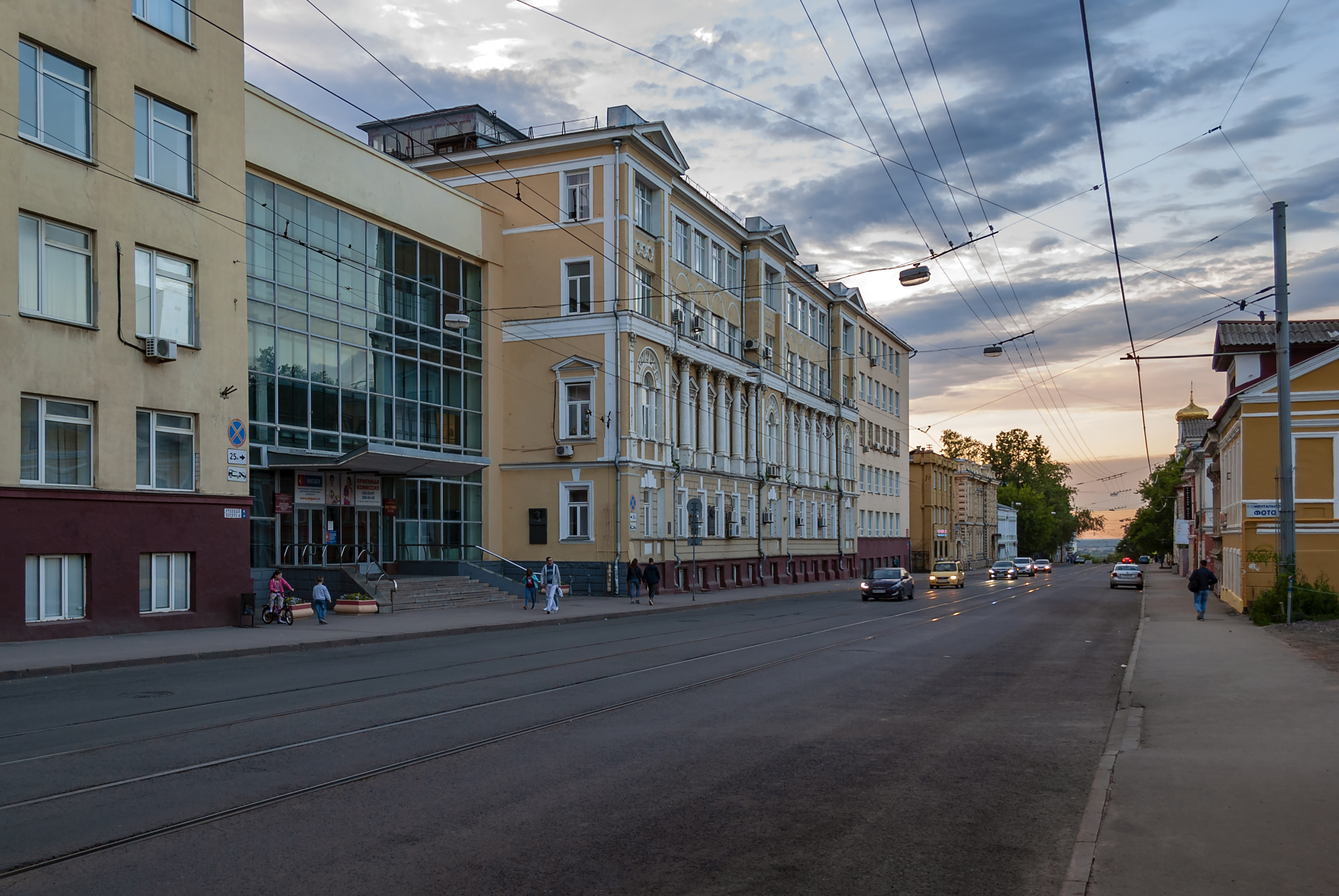
Дом купца А. Д. Рычина, д. 65. Сейчас это корпус ННГАСУ. Арх. Г. И. Кизеветтер
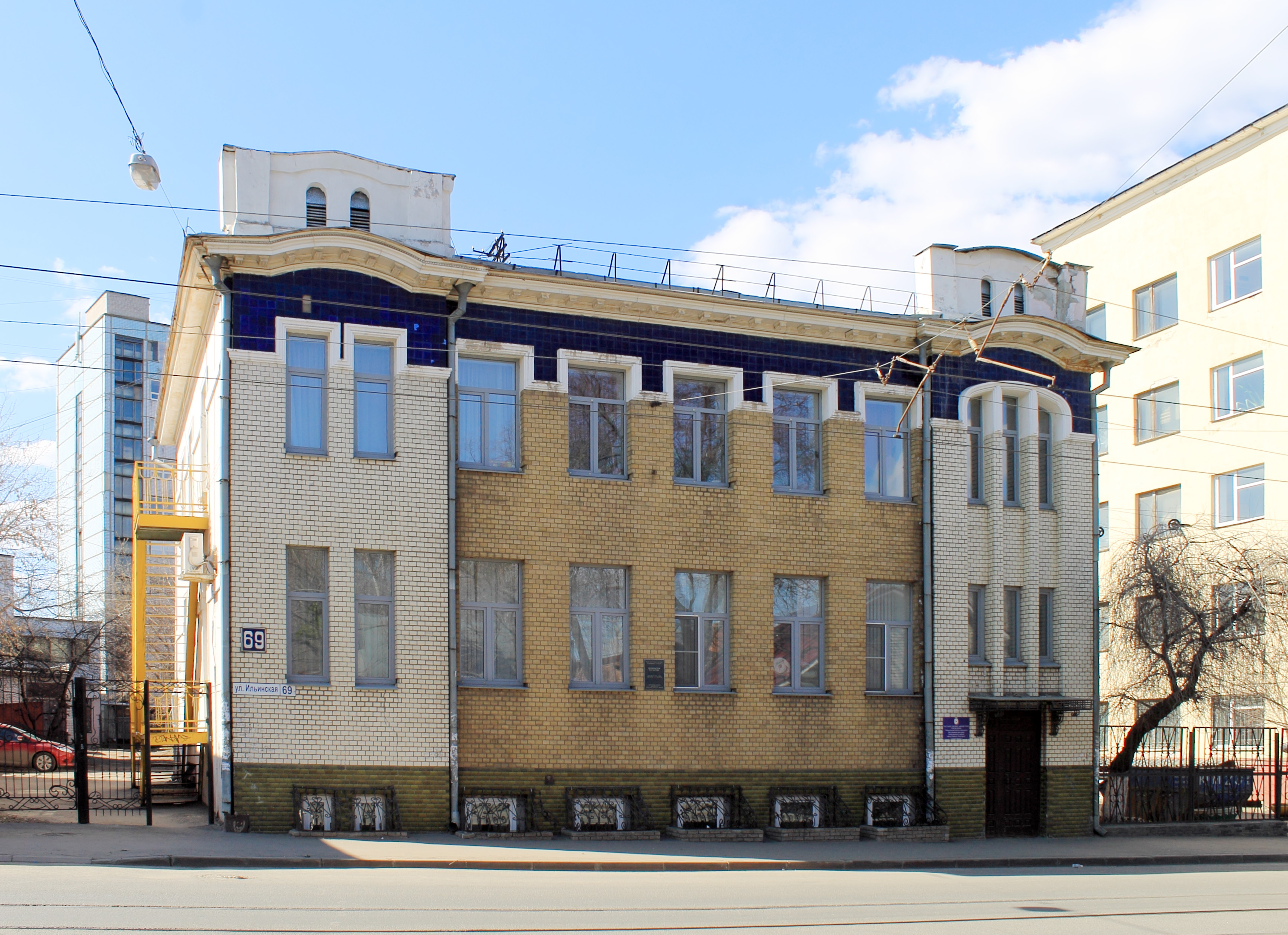
Доходный дом Карпова
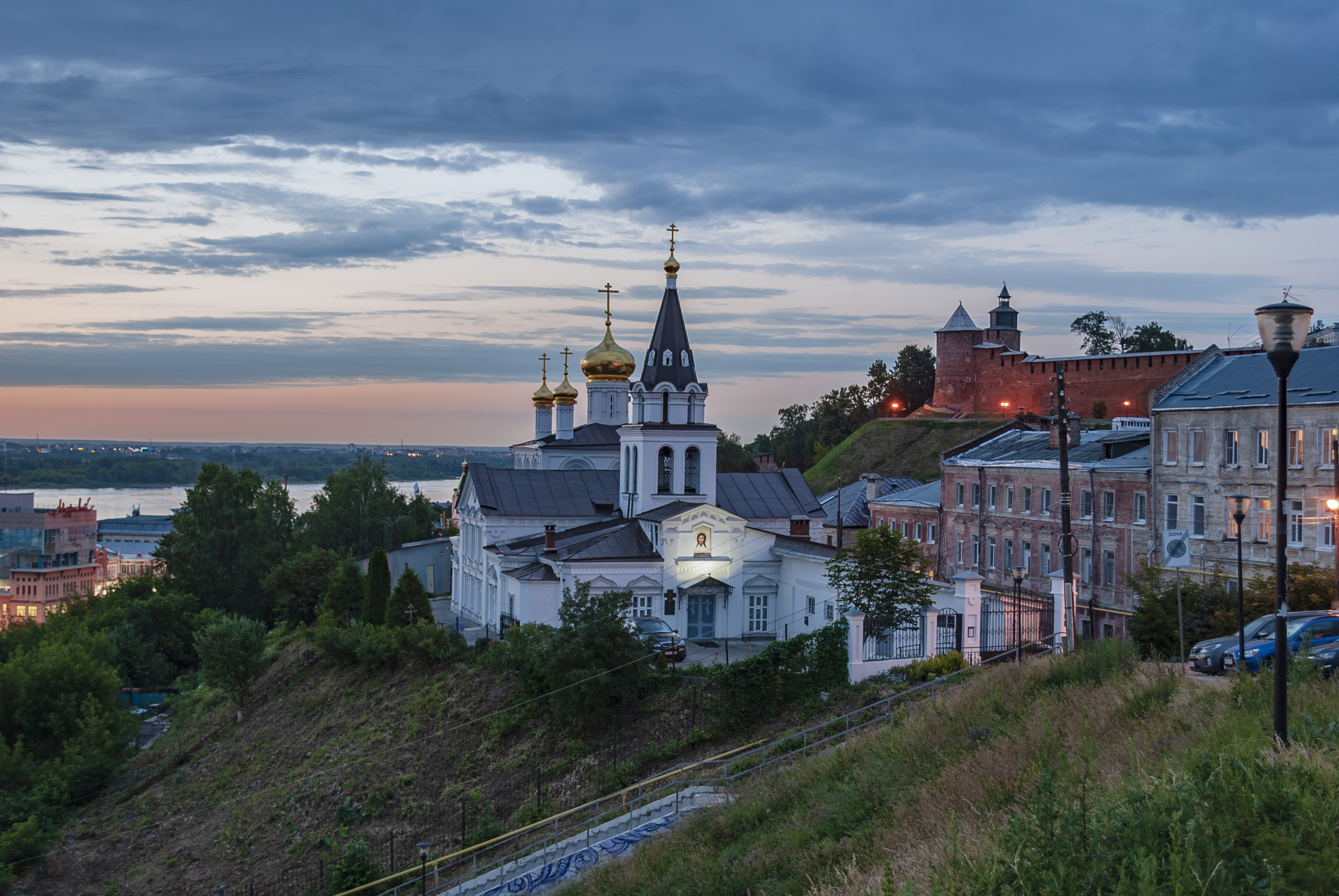
Ильинская церковь

## Уничтожение исторической застройки

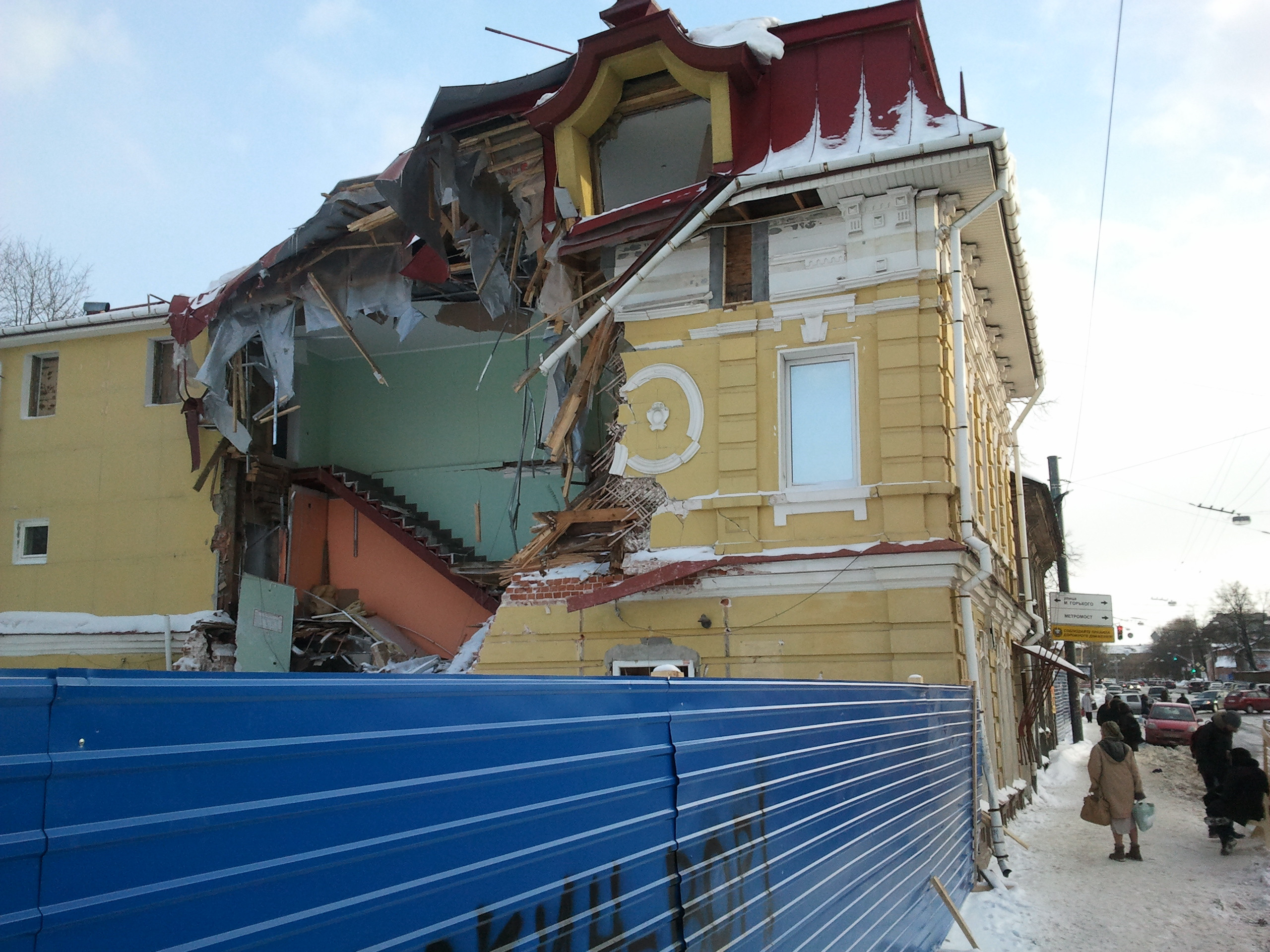
Снос исторического дома № 126 по улице Ильинской

Ильинская улица в целом сохранила историческую застройку XIX — начала XX веков, утраты в советский период были незначительными. Основной снос исторических зданий пришёлся на 2000-е — 2010-е годы, когда под нужды застройщиков в Нижнем Новгороде стали сносить целые кварталы исторической застройки. Так, ради строительства жилищного комплекса «Симфония Нижнего», который собирались возводить компании, аффилированные с Эладой Нагорной, женой бывшего мэра города Олега Сорокина, практически полностью снесли квартал в историческом центре в границах улиц Ильинская, Максима Горького и Новая. Всего было уничтожено 13 зданий, среди которых особняки купчихи Гузеевой и Марьи Карамзиной XIX века постройки.
Особенно скандальной стала ситуация с домом № 126, купленным компанией «РегионИнвест52». В марте 2013 года в управление охраны памятников была предоставлена лицензированная экспертиза на предмет принадлежности дома к культурному наследию. В ответ администрация города выдала разрешение на снос. В конце марта дом попытались снести, но горожане устроили пикет, снос отложили и началось судебное разбирательство о бездействии Управления по защите объектов культурного наследия. В ответ, Управление провело альтернативную экспертизу, а областное правительство на её основании лишило дом иммунитета. Фактически, Управление, вместо прямых обязанностей по защите памятника, «сделало всё», чтобы дом был снесён.
Снос ценных объектов историко-архитектурной среды продолжается на улице и в наши дни. В планах у мэрии Нижнего Новгорода снос старинных домов №№ 83, 85, 113 (все три были отремонтированы к Чемпионату мира по футболу 2018 года, но при этом признаны аварийными).